# Марсель Галей
Марсель Галей (фр. Marcel Galey, 2 вересня 1905, Кліші — 30 січня 1991, Сен-Клу) — французький футболіст, що грав на позиції нападника за «Сет», «Расінг» (Париж), а також національну збірну Франції.

## Клубна кар'єра
У дорослому футболі дебютував 1927 року виступами за команду «Сет», в якій провів два сезони. 
1929 року перейшов до паризького «Расінга», за який відіграв наступні сім сезонів. Завершив професійну кар'єру футболіста виступами за «Расінг» у 1936 році. У своєму останньому сезоні 1935/36 зробив «золотий дубль», вигравши чемпіонат Франції і Кубок країни. 

## Виступи за збірну
1929 року взяв участь у трьох офіційних матчах у складі національної збірної Франції, забивши один гол.
Помер 30 січня 1991 року на 86-му році життя у місті Сен-Клу.
| Дата      | Місто    | Господарі | Результат | Гості      | Турнір           | Голи | Примітки |
| --------- | -------- | --------- | --------- | ---------- | ---------------- | ---- | -------- |
| 24-2-1929 | Коломб   | Франція   | 3 – 0     | Угорщина   | товариський матч | -    |          |
| 24-3-1929 | Коломб   | Франція   | 2 – 0     | Португалія | товариський матч | 1    |          |
| 14-4-1929 | Сарагоса | Іспанія   | 8 – 1     | Франція    | товариський матч | -    |          |
| Усього    |          | Матчів    | 3         |            | Голів            | 1    |          |

## Титули і досягнення
- Чемпіон Франції (1):

«Расінг» (Париж): 1935-1936
- Володар Кубка Франції (1):

«Расінг» (Париж): 1935-1936